# Agelasta bimaculata
Agelasta bimaculata es una especie de escarabajo longicornio de la subfamilia Lamiinae. Fue descrita científicamente por Breuning en 1938.
Se distribuye por la India. Posee una longitud corporal de 10-12 milímetros.